# Страшимир (село)
Страшимир (болг. Страшимир) — село в Болгарии. Находится в Смолянской области, входит в общину Златоград. Население составляет 101 человек.

## Политическая ситуация
Страшимир подчиняется непосредственно общине и не имеет своего кмета.
Кмет (мэр) общины Златоград — Мирослав Митков Янчев (Граждане за европейское развитие Болгарии (ГЕРБ)) по результатам выборов 2007 и 2011 годов в правление общины.